# Listă de filme sovietice din 1974
- Filme sovietice din: 1973 — 1974 — 1975

Aceasta este o listă de filme produse în Uniunea Sovietică în 1974.
| Titlu                            | Titlu original                      | Regizor                           | Distribuție                                                       | Gen           | Note |
| -------------------------------- | ----------------------------------- | --------------------------------- | ----------------------------------------------------------------- | ------------- | ---- |
| 1974                             |                                     |                                   |                                                                   |               |      |
| At Home Among Strangers          | Свой среди чужих, чужой среди своих | Nikita Mikhalkov                  | Yuri Bogatyryov, Alexander Kaidanovsky, Sergey Shakurov           | Ostern        |      |
| Earthly Love                     | Любовь земная                       | Yevgeny Matveyev                  | Yevgeny Matveyev, Yury Yakovlev, Irina Skobtseva, Olga Ostroumova | Drama         |      |
| The Ferocious One                | Лютый                               | Tolomush Okeyev                   |                                                                   | Drama, action |      |
| Moscow, My Love                  | Москва, любовь моя                  | Alexander Mitta Kenji Yoshida     |                                                                   | Drama         |      |
| One Hundred Days after Childhood | Сто дней после детства              | Sergei Solovyov                   |                                                                   | Romance       |      |
| Călina roșie                     | Калина красная                      | Vasili Shukshin                   |                                                                   | Drama         |      |
| The Sannikov Land                | Земля Санникова                     | Albert Mkrtchyan and Leonid Popov |                                                                   | Action        |      |
| A Very English Murder            | Чисто английское убийство           | Samson Samsonov                   |                                                                   | Detective     |      |

## Legături externe
- Filme sovietice din 1974 la Internet Movie Database